# Tomașivka, Icinea
Tomașivka (în ucraineană Томашівка) este un sat în comuna Andriivka din raionul Icinea, regiunea Cernihiv, Ucraina.

## Demografie
Componența lingvistică a localității Tomașivka
     Ucraineană (99,25%)
     Alte limbi (0,75%)
Conform recensământului din 2001, majoritatea populației localității Tomașivka era vorbitoare de ucraineană (99,25%), existând în minoritate și vorbitori de alte limbi.